# Контрсиловий удар
У ядерній стратегії контрсиловим ударом (англ. counterforce strike) називається удар по цілях, які мають військове значення — наприклад, пускових шахтах міжконтинентальних балістичних ракет, авіабазах, на яких розміщені бомбардувальники з ядерним озброєнням, портах базування підводних човнів з балістичними ракетами або центрах управління військами. Близькою до контрсилового удару тактикою є «удар на обезголовлення», який націлений на центри командування ядерними силами противника, а також має на меті усунути або зменшити здатність противника завдати удар у відповідь.

## Теорія
Метою контрсилової ядерної атаки є проведення превентивного ядерного удару для роззброєння супротивника шляхом знищення його ядерної зброї до її запуску, що мінімізує ефект удару у відповідь. Цим контрсиловий удар відрізняється від контрціннісного удару, який націлений на населення країни супротивника та її наукові, економічні чи політичні ресурси. Іншими словами, контрсиловий удар завдається по армії супротивника, а контрціннісний — по містах і цивільному населенню.
В ідеалі від контрсилового удару не мають гинути мирні мешканці. Втім, атака може завдати побічних збитків, особливо коли використовується ядерна зброя. Багато військових цілей розташовані поблизу цивільних центрів, і потужний контрсиловий удар, навіть якщо він використовує відносно невеликі ядерні боєголовки, безсумнівно, спричинить багато жертв серед цивільного населення. Крім того, для знищення цілей, які мають противибуховий захист, знадобиться застосування наземних ядерних вибухів, тому радіоактивне зараження буде набагато вищим, ніж при повітряних ядерних вибухах, яких достатньо для контрціннісних ударів. Це створює ймовірність того, що контрсиловий удар у середньостроковій перспективі спричинить більше втрат серед цивільного населення, ніж спричинив би удар контрціннісний.
Протисилова зброя може вважатися більш надійним засобом стримування у гіпотетичному конфлікті, надаючи лідерам країн різноманітні варіанти втілення. Наприклад, одним із варіантів, який розглядав Радянський Союз у 1970-х роках, було розміщення ракет на орбіті.

## Холодна війна
Стратегія контрсилового удару була від початку запропонована під час Холодної війни.
Через низьку точність міжконтинентальних балістичних ракет раннього покоління (і особливо балістичних ракет підводних човнів), контрсилові удари спочатку були можливими лише по дуже великих цілях, не захищених від потужних вибухів — наприклад, по аеродромах бомбардувальників і військово-морських базах. Ракети пізнішого покоління зі значно покращеною точністю зробили можливими контратаки проти зміцнених військових об'єктів супротивника, таких як ракетні шахти та центри управління.
Обидві сторони холодної війни вжили заходів, щоб захистити принаймні частину своїх ядерних сил від контрсилових атак. США постійно тримали певну кількість бомбардувальників B-52 Stratofortress у польоті, щоб після контрсилового удару вони залишалися в робочому стані. Інші бомбардувальники були постійно готові до термінового зльоту, що дозволило б їм покинути свої бази до того, як запущені ворогом з землі міжконтинентальні балістичні ракети зможуть їх знищити. Розміщення ядерної зброї на підводних човнах суттєво змінило баланс, оскільки субмарини, запускаючи ракети з позицій біля узбережжя, швидше за все, знищать аеродроми до того, як бомбардувальники встигнуть злетіти. При цьому самі підводні човни здебільшого захищені від контрсилових ударів, якщо вони не пришвартовані на своїх військово-морських базах, тому цей вид зброї під час холодної війни масово використовували обидві сторони.

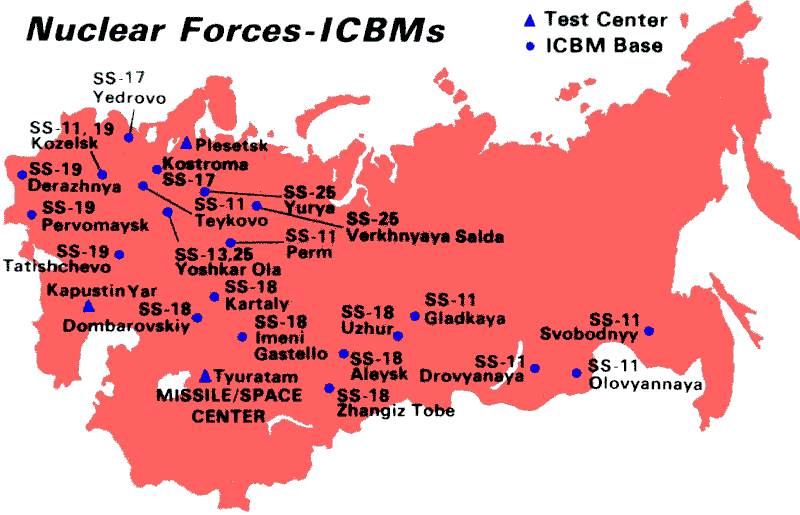
Карта Міністерства оборони США з розташуванням пускових шахт і баз міжконтинентальних балистичних ракет радянських ракетних військ стратегічного призначення в 1980-х роках.

Обмін контрсиловими ударами був одним зі сценаріїв гіпотетичної обмеженої ядерної війни. Концепція полягала в тому, що після завдання однією стороною контрсилового удару жертва визнає обмежений характер атаки і відповість тим же. Це призведе до знищення більшої частини військового потенціалу обох сторін. Після цього війна може закінчитися, тому що обидві сторони визнають, що будь-які подальші дії призведуть до атаки вцілілим ядерним арсеналом по цивільному населенню тобто контрціннісного удару.
Критики цієї ідеї стверджували, що навіть контрсиловий удар міг би вбити мільйони мирних жителів, оскільки деякі стратегічні військові об'єкти, такі як авіабази бомбардувальників, часто розташовувалися поблизу великих міст. Малоймовірно, що подібне могло б запобігти ескалації до повномасштабної війни і контціннісних ударів.
Вважається, що міжконтинентальні балістичні ракети наземного базування з роздільною голівкою дестабілізують баланс, тому що вони, як правило, роблять вигіднішим завдання першого удару. Наприклад: припустимо, що в обох сторін є по 100 ракет із 5 боєголовками кожна, і кожна сторона має 95-відсотковий шанс нейтралізувати ракети супротивника у пускових шахтах, випустивши по 2 боєголовки на кожну шахту. У цьому випадку сторона, яка завдає удару першою, може зменшити арсенал МБР противника зі 100 ракет приблизно до 5, випустивши 40 ракет (200 боєголовок) та зберігаючи решту 60 ракет у резерві. Щоб така атака була успішною, боєголовки повинні вразити свої цілі до того, як ворог розпочне контратаку (див. другий удар і запуск за попередженням). Тому цей тип зброї був заборонений договором СНО-2 — який, втім, не був ратифікований.

## Зброя, розроблена для контрсилового першого удару
- Р-36М (за класифікацією НАТО — SS-18 «Satan»). Міжконтинентальна балістична ракета з роздільною головною частиною, взята на озброєння у 1976 році. Кожна ракета несе десять боєголовок потужністю 550—750 кілотон кожна або одну 20-мегатонну боєголовку. Кругове імовірне відхилення — 250 м. Ці ракети були націлені на пускові шахти Minuteman III, а також командні, контрольні та комунікаційні центри континентальних США. На 2022 рік залишаються на озброєнні.
- РСД-10 (за класифікацією НАТО — SS-20 Saber). Балістична ракета проміжної дальності з роздільною головною частиною, взята на озброєння у 1978 році. Несе три високоточні боєголовки потужністю по 150 кілотон кожна. Кругове імовірне відхилення — 150 м. Ці боєголовки базувалися за Уралом в азійській частині Росії та були націлені на командні, контрольні та комунікаційні центри НАТО, бункери, аеродроми, об'єкти ППО та ядерні об'єкти в Європі. Надзвичайно короткий час польоту гарантував, що НАТО не зможе відреагувати до прильоту ракет. Існування в СРСР цієї зброї ініціювало розробку та розгортання НАТО ракет «Pershing II» (див. нижче) в 1983 році.
- LGM-118 Peacekeeper (MX Missile). Миротворець (ракета MX). МКБ з роздільною головною частиною, взята на озброєння у 1986 році. Несла десять боєголовок потужністю 300 кілотон кожна. Кругове імовірне відхилення — 120 м. Знята з озброєння.
- Pershing II. Балістична ракета проміжної дальності з єдиною боєголовкою потужністю від 5 до 50 кілотон, взята на озброєння у 1983 році. Кругове імовірне відхилення — 50 м. Короткий час підльоту (що значно ускладнював запуск за попередженням) і радіус дії 1800 км дозволяли цій зброї вражати командні, контрольні та комунікаційні центри, бункери, аеродроми, об'єкти протиповітряної оборони та пускові шахти МБР в європейській частині Радянського Союзу. Знята з озброєння.
- РТ-23УТТХ «Мо́лодєц» (за класифікацією НАТО — SS-24 Scalpel). МБР з роздільною головною частиною, взята на озброєння у 1987 році. Десять боєголовок з потужністю 300—550 кожна. Кругове імовірне відхилення — 150—250 м.
- UGM-133A Трайдент II (D5). Міжконтинентальна балістична ракета для підводних човнів, взята на озброєння у 1990 році. Несе до восьми боєголовок потужністю 100/475 кілотон. Кругове імовірне відхилення — 80–120 м. Основне призначення — завдання другого удару, але відмінне кругове відхилення і значно коротший час польоту завдяки запуску з підводного човна роблять його зброєю, добре придатною і для здійснення першого удару[5]

## Виноски
1. 1 2  Martel, William C; Savage, Paul L (1986). Strategic Nuclear War: What the Superpowers Target and Why. New York: Greenwood Press.
2. ↑  Lieber, Keir A.; Press, Daryl G. (2017). The New Era of Counterforce: Technological Change and the Future of Nuclear Deterrence. International Security. 41 (4): 9—49. ISSN 0162-2889.
3. 1 2  Corcoran, Edward A. (29 листопада 2005). Strategic Nuclear Weapons and Deterrence. GlobalSecurity.org. Процитовано 18 червня 2021.
4. ↑  Lieber, Keir A; Press, Daryl G (November–December 2009). The Nukes We Need. Foreign Affairs. 88 (6): 39—51.
5. ↑  Bureau of Arms Control, Verification and Compliance (1 липня 2020). New START Treaty Aggregate Numbers of Strategic Offensive Arms (PDF). US State Department. Процитовано 18 червня 2021.